# Odziomek

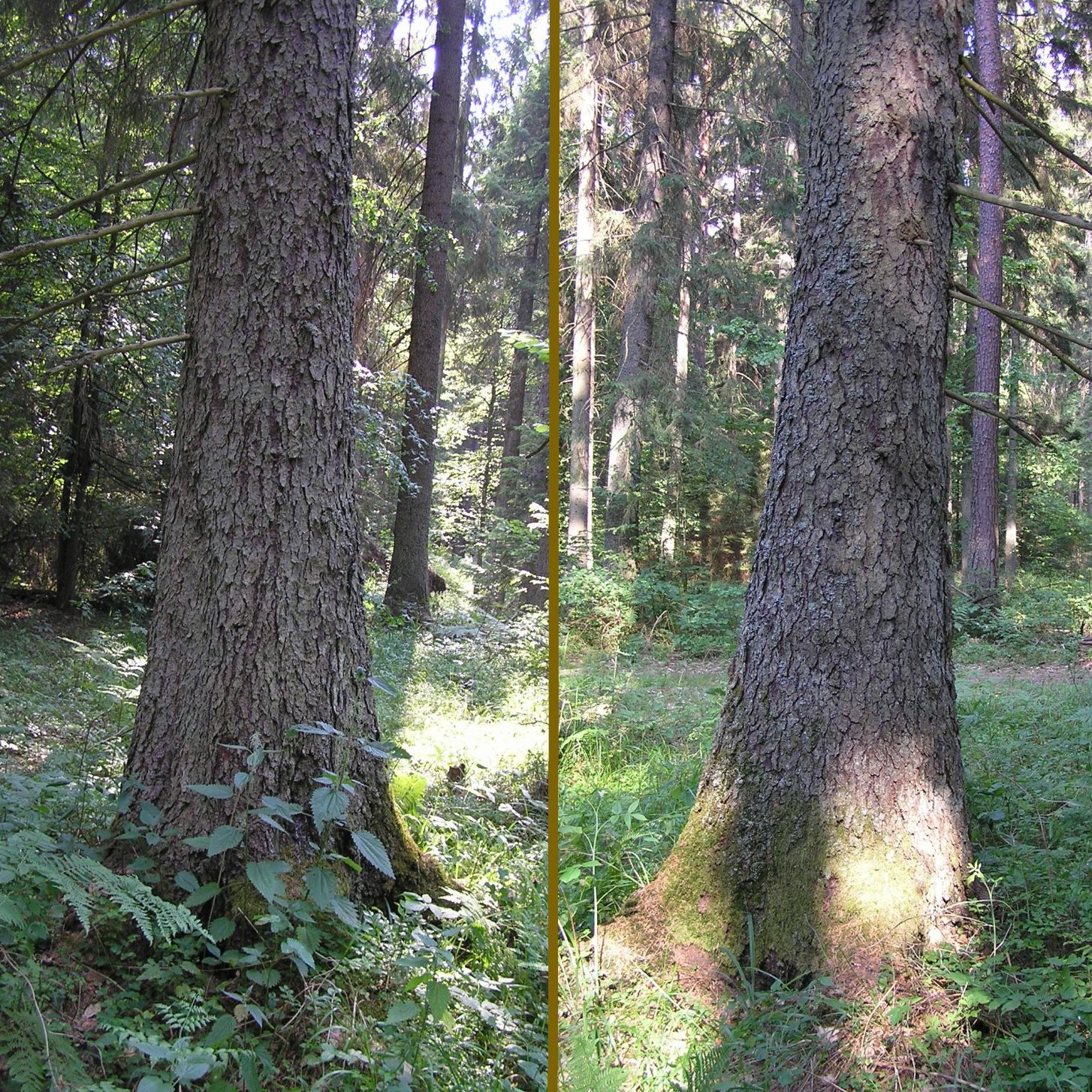
Odziomki świerka.

Odziomek – dolna, zazwyczaj najgrubsza część pnia, najczęściej bez gałęzi, zawierająca zwykle drewno o najlepszej jakości technicznej.
Oprócz typowych wad drewna w dolnej części odziomka występuje zgrubienie odziomkowe oraz napływy korzeniowe.